# Juris Zarins
Juris Zarins (lettisch Juris Zariņš; * 17. Februar 1945 in Deutschland; † 8. Juli 2023 in Corrales, New Mexico) war ein US-amerikanisch-lettischer Vorderasiatischer Archäologe, der vor allem in den Weihrauch-Ländern Oman und Jemen forschte.

## Werdegang
Zarins wurde am Ende des Zweiten Weltkriegs als Flüchtling in Deutschland geboren. Kurz nach seiner Geburt emigrierten seine Eltern in die Vereinigten Staaten. Ein Archäologiestudium an der University of Nebraska schloss er 1967 mit dem Bachelor (B.A.) ab. An der University of Chicago wurde er 1976 mit einer Dissertation zu Mesopotamien promoviert. Er war archäologischer Berater der Antikenbehörde des Königreichs Saudi-Arabien, bevor er im Jahre 1978 an die Missouri State University berufen wurde. Nach seiner Emeritierung 2006 widmete er sich einem Forschungsprojekt in Oman.
Forschungserfahrungen sammelte Juris Zarins in Saudi-Arabien, Ägypten und Oman. Er war als Archäologe bei der Transarabia-Expedition von Ranulph Fiennes, die im Jahr 1992 die antike Stadt Ubar entdeckte.
Zu seinen umstrittensten Thesen gehört, dass der biblische Garten Eden an der Spitze des Persischen Golfs gelegen habe, wo der Tigris und Euphrat im Meer münden. Dazu wertete er unter anderem Landsat-Bilder aus dem Weltraum aus. Nach seiner Theorie entspricht der biblische Fluss Gihon dem Fluss Karun im Iran und der Fluss Pischon dem Wadi-Batin Flusssystem. Seine Theorie wird von C. A. Schlabach unterstützt, aber vom Rest der archäologischen Gemeinschaft stark kritisiert.

## Veröffentlichungen (Auswahl)
- mit Rick Hauser: The Domestication of Equidae in Third Millennium BCE Mesopotamia (= Cornell University Studies in Assyriology and Sumerology. Band 24). CDL Press, Bethesda MD 2014, ISBN 978-1-934309-51-3.
- als Herausgeber mit Serge Cleuziou, Maurizio Tosi: Essays on the late prehistory of the Arabian peninsula (= Serie orientale Roma. 93, ZDB-ID 357188-9). Istituto Italiano per l’Africa e l’Oriente, Rom 2002.
- The land of incense. Archaeological work in the Governorate of Dhofar, Sultanate of Oman, 1990–1995 (= Sultan Qaboos University Publications. Archaeology & Cultural Heritage Series. 1, ZDB-ID 2620091-0). Sultan Qaboos University, Muscat 2001.
- Pastoralism in Southwest Asia: The Second Millennium B.C. In: Juliet Clutton-Brock (Hrsg.): The Walking Larder. Patterns of Domestication, Pastoralism, and Predation (= One World Archaeology. 2). Unwin Hyman, London u. a. 1989, ISBN 0-04-445013-3, S. 127–155.